# Erioptera polydonta
Erioptera polydonta är en tvåvingeart som beskrevs av Alexander 1944. Erioptera polydonta ingår i släktet Erioptera och familjen småharkrankar.
Artens utbredningsområde är Peru. Inga underarter finns listade i Catalogue of Life.